# READY GO!!/Wake Me Up!
「READY GO!!/Wake Me Up!」（レディーゴー/ウェイクミーアップ）は、Dream5の7枚目のシングル。2012年8月15日にavex traxから発売された。

## 概要
- 前作に続き、両A面シングルである。
- 「READY GO!!」は、自身出演のアキレス「瞬足」のCMソング。
- 「Wake Me Up!」は、SPEEDの「Wake Me Up!」のカバー曲。
- カップリング曲「ふしぎなげんそのうた」は、2012年7月20日から同年10月8日まで国立科学博物館で開催の特別展「元素のふしぎ」のテーマ曲。歌詞には2012年時点で知られているすべての元素の名前が含まれている（118番のウンウンオクチウムまで）。

## 収録曲

### 通常盤
CD
1. READY GO!! [4:08]
作詞：桑谷実沙・leonn、作曲：桑谷実沙、編曲：渡辺徹
2. Wake Me Up! [4:31]
作詞・作曲：伊秩弘将、編曲：水島康貴
3. ふしぎなげんそのうた [4:10]
作詞：荒井曜、作曲・編曲：斎藤慶
4. READY GO!!（オリジナルカラオケ）[4:08]
5. Wake Me Up!（オリジナルカラオケ）[4:31]
6. ふしぎなげんそのうた（オリジナルカラオケ）[4:06]

DVD
1. READY GO!!（Music Video）
2. ふしぎなげんそのうた（皆でげんそを覚えようビデオ）
3. READY GO!!（振りビデオ）
4. Wake Me Up!（振りビデオ）
5. ふしぎなげんそのうた（振りビデオ）
6. 追いかけセブン番外編 〜AAAメンバーによるDream5レポート"追いかけファイブ"〜

### mu-moショップ限定盤
CD
1. READY GO!!
2. Wake Me Up!
3. ドリ5学園生徒会メンバースペシャルコンテンツ[注 1]

## タイアップ
| 曲名       | タイアップ先             |
| ---------- | ------------------------ |
| READY GO!! | アキレス「瞬足」CMソング |